# 木曽岬町体育館
木曽岬町体育館（きそさきちょうたいいくかん）は、三重県桑名郡木曽岬町にある体育館。

## 概要
木曽岬町体育館は、 1980年（昭和55年）4月に木曽岬村民体育館として竣工し、1989年（平成元年）5月1日の町制施行により木曽岬町体育館と改称した。用途は、各種の屋内スポーツ競技およびコミュニティ施設として利用されている。木曽川河口に造成された地帯にあり、海抜0メートル以下の耕地がほとんどで、体育館敷地の地盤高はマイナス1.7メートル、災害時の指定避難場所にもなっている。

## 沿革
- 1980年（昭和55年）4月 - 木曽岬村民体育館竣工[1]
- 1989年（平成元年）5月1日 - 町制施行により木曽岬町体育館と改称
- 2020年（令和2年）8月23日 - 床面補修工事
- 2021年（令和3年）2月9日 -  床面補修工事

## 施設概要
- バレーボールコート（20ｍ×10ｍ）2面、または、 バスケットボールコート（28ｍ×14ｍ）1面[2]
- ステージ
- 事務室、会議室、給湯室、倉庫
- 男子更衣室、シャワー室、女子更衣室、シャワー室
- 男子便所、女子便所
- 体育器具庫
- 駐車場

## 利用
- 「木曽岬町体育館使用申請書」を教育委員会に提出、施設使用料は有料。
- 施設の使用は、町内者在住・在勤者に限る。
- 申請の期間は、使用1か月前から使用日の10日前まで。
- 使用日が引き続き3日以上の利用はきない。

### 主な利用
- 屋内スポーツ競技
- 軽スポーツ教室
- 町内スポーツ大会
- 町民スポーツ愛好者グループや団体などの使用
- 木曽岬町小学校の入学式、卒業式、6年生を送る会など
- 敬老会
- 映画上映
- 講習会など

## 周辺施設
- 木曽岬町立木曽岬小学校（隣接）
- 木曽岬町役場
- 木曽岬町立図書館

## 交通
- 近鉄名古屋線 近鉄弥富駅
  - 木曽岬町自主運行バス[3]で、木曾岬小学校前バス停下車、徒歩約2分